# 島津家久
島津 家久（しまづ いえひさ）は、戦国時代から安土桃山時代にかけての武将。島津氏の家臣。島津貴久の四男。母は本田丹波守親康の娘。

## 生涯

### 青年期
天文16年（1547年）、島津貴久の四男として生まれる。若年の頃より祖父・島津忠良から「軍法戦術に妙を得たり」と評価されていた。永禄4年（1561年）7月、大隅国の肝付氏との廻坂の合戦で初陣し、まだ15歳ながら敵将・工藤隠岐守を鑓合わせにて討ち取った。
永禄12年（1569年）、大口城に籠る菱刈氏および相良氏からの援兵に対し家久は5月8日、戸神ケ尾と稲荷山にそれぞれ大野忠宗、宮原景種に率いらせた伏兵を潜ませ、自らは雨の降る中を荷駄隊を装った300を率いて大口城の麓の道を通行、誘い出されてきた大口城兵を伏兵の元へ誘い込んで首級136を討ち取った。

### 上洛
天正3年（1575年）、島津氏の三州平定の神仏の加護を伊勢神宮などに謝するため上洛した。家久は、この上洛の旅の日々の様子を『中書家久公御上京日記』に詳細に書き留めている。家久は途中、現在の伊賀市上神戸の和歌山周辺を通り、阿保村で一泊している。4月、家久は連歌師・里村紹巴の弟子・心前の家に宿泊した。京では紹巴を介して公家衆や堺の商人たちと交流した。また心前の案内で大坂本願寺攻めから引き揚げてきた17ヶ国、数万騎にも及ぶ織田信長の大軍勢を見物した。信長は馬上で居眠りしていたという。5月には明智光秀の案内により近江国坂本城を見学し、籠城への備えの万全さに感銘を受けた。その後大和国多聞山城も見学し、楊貴妃の間や城からの大和の素晴らしい景観を楽しみ、その後城番の山岡景佐から山桃をすすめられ、酒を振舞われた。
この時の道中､さまざまな城を見物しており､周防三丘嶽城や摂津池田城についての評価を記載している（『中書家久公御上洛日記』）｡

### 沖田畷の戦い
耳川の戦いで豊後国の大友氏が衰退すると、肥前国の龍造寺隆信が台頭し、九州の覇権は島津氏、龍造寺氏の二者で争われるようになった。
両者の戦いは、筑後・肥後方面では龍造寺軍が島津軍をしばしば圧倒していたが、肥前西部では、龍造寺氏からの離反を謀る有馬晴信が島津氏に援軍を要請するなど、島津氏に有利な状況も生まれていた。
天正12年（1584年）3月、島津軍は肥前有馬氏を救援し龍造寺軍を迎え撃つべく、家久を総大将として島原に向かうことになった。島津軍は有馬晴信の軍と合わせても5千から8千であったのに対して、龍造寺軍は1万8千から6万（両軍の人数については史書により諸説あり）という大軍である。しかし家久は、龍造寺軍を沖田畷と呼ばれる狭隘の湿地帯に誘い込み、釣り野伏せと呼ばれる島津得意の戦法で弓鉄砲を効果的に使用して混乱させ、総大将の龍造寺隆信をはじめ、一門・重臣を含む龍造寺勢を討ちとった（沖田畷の戦い）。
この勝利によって、九州において島津氏に単独で対抗できる大名はいなくなった。この際、初めて知行地4千石を与えられ、部屋住みの身分を脱したとされている。九州佐土原城代になり、日向国方面の差配を任された。
その後、主戦場は再び筑後国へ移り、肥後国にあった島津勢は北進を狙ったが、隆信の義弟である鍋島直茂らが徹底抗戦の意志を示した（島津が送った隆信の首を突き返した）ため、一旦は諦めて引き上げた。しかし、さらに島津氏の力が増大するに到り、龍造寺氏は自らの勢力圏の温存を図るべく降伏に近い形で島津氏と和議を結んだ。一方で、鍋島直茂は豊臣秀吉と密かに連絡を取っており、天正15年（1587年）には龍造寺・鍋島軍は島津征伐軍の先鋒を務めることとなる。

### 豊臣との戦い
九州制覇を目指す島津氏は、豊後国の大友氏を攻めようとしていたが、上洛して秀吉に謁見していた大友氏の援軍として天正14年（1586年）、仙石秀久を大将に長宗我部元親・信親父子、十河存保など、総勢6千余りの豊臣連合軍の先発隊が九州平定のために上陸した。家久はこれを迎え撃ち、敵味方4千余りが討死する乱戦となったが、長宗我部信親・十河存保らは討死し、豊臣連合軍は総崩れとなって島津軍が勝利を収めた（戸次川の戦い）。

### 急死
その後、上方での封土を条件に、島津義久・義弘が降伏する前に4兄弟の中では最も早く豊臣秀長軍と単独講和した。上方での封土は与えられなかったものの、秀長の支援もあって兄達とは別に独立大名として認められたとする説がある（没後に後継者となった豊久が島津宗家とは別に知行宛行状などを与えられているため）。天正15年（1587年）6月5日、佐土原城で急死する。
死因について、秀長により鴆毒で毒殺されたとする説が江戸時代よりある。病死説や豊臣あるいは大友、伊東氏残党、乃至は島津本家による毒殺、栂牟礼城攻略中に負った傷が悪化したなど、様々な説があるが定かではない。ただ、秀長の側近である福地長通が義弘に宛てた書状（同年5月13日付）に家久が病気であることが記されていることから、一般には病死したものとされている。享年41。

## 逸話
- ルイス・フロイスは家久を「きわめて優秀なカピタン（武将）[11]」「勇敢な戦士であり老練な主将でもある[12]」と記している。ちなみに一貫して「ナカズカサ（＝中務）」と表記している。
- 教養面は疎かったようで、上洛時に明智光秀に茶を勧められた際、「茶湯の事不案内」のため白湯を所望している。またこの時に催された連歌会にも誘われたが、これも辞退している（家久君上京日記）。
- 沖田畷の戦いの後、佐土原領3万石を与えられたと勘違いされていることが多いが、誤りである。豊臣秀吉による国分朱印状による国割りや、後に成立する佐土原藩（島津以久）が3万石であったことからきていると思われる。このとき島津家の席次は、義久、義弘、薩州家の義虎、歳久の順であり、家久の席次は必ずしも高くはない。家久系として唯一後世に残る直系次男の忠仍の子孫たちは、島津姓を名乗ることを憚っていたようである。
- 戸次川の戦いの後、干潮のために出船できないでいる長宗我部元親の元へ川上久智を遣わし、「左京亮殿（信親）ヲ討取候事、弓箭之事ユヘ不及是非次第ニ候」と、信親を討った事は戦場の習いで已むを得なかったとの旨を伝えさせ、満潮まで緩々と陣を解くよう申し述べさせている[13]。
- 家久は3人の兄と違って正室ではなく側室との間に生まれた子であり、またその母は高貴な身分ではなかった。兄弟4人で連れ立って、鹿児島吉野で馬追を行った時のこと。馬追が終わり、当歳駒を一緒に見ていたとき、歳久が義久と義弘に向かって「こうして様々な馬を見ておりますと、馬の毛色は大体が母馬に似ております、人間も同じでしょうね」と言った。義久は歳久の言わんとすることを察し、「母に似ることもあるだろうが、一概にそうとも言い切れない。父馬に似る馬もあるし、人間も同じようなものとは言っても、人間は獣ではないのだから、心の徳というものがある。学問をして徳を磨けば、不肖の父母よりも勝れ、また徳を疎かにすれば、父母に劣る人間となるだろう」と言った。それからというもの家久は、昼夜学問と武芸にのみ心を砕き、片時も無為に日々を過ごすことはなく、数年のうちに文武の芸は大いに優れ、知力の深いこと計りがたいほどとなり、四兄弟の能力の優劣もなくなった[14]。
- 家久の妻の兄である樺山忠助（樺山紹劔）は、『樺山紹劔自記』において「島津義弘が家久の戦功を妬む様は総大将に相応しい振る舞いではない」と、母が違ううえに抜群の軍功があった家久の立場が兄弟の中で微妙なものであったことをうかがわせる記述を残している。

## 系譜
島津義久・義弘・歳久らは異母兄。妻は重臣・樺山善久（家久に古今伝授した人物でもある）の娘。子には関ヶ原の戦いでの退却において、殿軍を務めて壮絶な討死を遂げた豊久、東郷氏に養子に入った忠仍がいる。また、次女が島津氏の庶家である佐多氏の佐多久慶に、三女の宗鉄（法号：天正11年（1583年） - 寛永6年（1629年）9月22日）が相良氏家老であった犬童頼兄の子・相良頼安に嫁いでいる。なお、兄である義弘の三男で初代薩摩藩主の島津忠恒も後に徳川家康の偏諱を受けて家久を名乗るが、こちらは甥にあたる。

## 関連事項

### 史料
- 家久君上京日記（『近世初頭九州紀行記集』九州史料叢書 18）

### 小説
- 山元泰生 『島津家久と島津豊久』（学陽書房　人物文庫）
- 天野純希 『破天の剣』（角川春樹事務所）
- 赤神諒『大友の聖将』（角川春樹事務所、2018年7月14日）ISBN 978-4758413268

### 漫画
- sanorin『咆哮!島津十字』（MFコミックス フラッパーシリーズ）
- 岡村賢二『島津戦記』（SPコミックス）
- 宮下英樹『センゴク権兵衛』（週刊ヤングマガジン）